# Beynes (Yvelines)
Beynes és un municipi francès, situat al departament d'Yvelines i a la regió de Illa de França. L'any 2007 tenia 7.501 habitants.
Forma part del cantó de Plaisir, del districte de Rambouillet i de la Comunitat de comunes Cœur d'Yvelines.

## Demografia

### Població
El 2007 la població de fet de Beynes era de 7.501 persones. Hi havia 2.835 famílies, de les quals 565 eren unipersonals (312 homes vivint sols i 253 dones vivint soles), 945 parelles sense fills, 1.136 parelles amb fills i 189 famílies monoparentals amb fills.
La població ha evolucionat segons el següent gràfic:
Habitants censats

### Habitatges
El 2007 hi havia 2.992 habitatges, 2.860 eren l'habitatge principal de la família, 50 eren segones residències i 82 estaven desocupats. 2.252 eren cases i 723 eren apartaments. Dels 2.860 habitatges principals, 2.260 estaven ocupats pels seus propietaris, 485 estaven llogats i ocupats pels llogaters i 115 estaven cedits a títol gratuït; 103 tenien una cambra, 173 en tenien dues, 387 en tenien tres, 815 en tenien quatre i 1.382 en tenien cinc o més. 2.374 habitatges disposaven pel capbaix d'una plaça de pàrquing. A 1.172 habitatges hi havia un automòbil i a 1.555 n'hi havia dos o més.

### Piràmide de població
La piràmide de població per edats i sexe el 2009 era:
| Homes | Edats   | Dones |
| ----- | ------- | ----- |
| 0     | 95 o +  | 12    |
| 8     | 90 a 94 | 12    |
| 12    | 85 a 89 | 12    |
| 12    | 80 a 84 | 24    |
| 48    | 75 a 79 | 60    |
| 68    | 70 a 74 | 60    |
| 120   | 65 a 69 | 112   |
| 200   | 60 a 64 | 176   |
| 284   | 55 a 59 | 248   |
| 352   | 50 a 54 | 360   |
| 224   | 45 a 49 | 332   |
| 224   | 40 a 44 | 176   |
| 320   | 35 a 39 | 268   |
| 284   | 30 a 34 | 320   |
| 284   | 25 a 29 | 240   |
| 228   | 20 a 24 | 176   |
| 240   | 15 a 19 | 228   |
| 236   | 10 a 14 | 224   |
| 248   | 5 a 9   | 272   |
| 248   | 0 a 4   | 196   |

## Economia
El 2007 la població en edat de treballar era de 5.261 persones, 3.971 eren actives i 1.290 eren inactives. De les 3.971 persones actives 3.731 estaven ocupades (1.958 homes i 1.773 dones) i 240 estaven aturades (126 homes i 114 dones). De les 1.290 persones inactives 520 estaven jubilades, 466 estaven estudiant i 304 estaven classificades com a «altres inactius».

### Ingressos
El 2009 a Beynes hi havia 2.877 unitats fiscals que integraven 7.700,5 persones, la mediana anual d'ingressos fiscals per persona era de 25.937 €.

### Activitats econòmiques
Dels 271 establiments que hi havia el 2007, 8 eren d'empreses extractives, 6 d'empreses alimentàries, 1 d'una empresa de fabricació de material elèctric, 9 d'empreses de fabricació d'altres productes industrials, 48 d'empreses de construcció, 49 d'empreses de comerç i reparació d'automòbils, 17 d'empreses de transport, 14 d'empreses d'hostatgeria i restauració, 13 d'empreses d'informació i comunicació, 9 d'empreses financeres, 8 d'empreses immobiliàries, 35 d'empreses de serveis, 35 d'entitats de l'administració pública i 19 d'empreses classificades com a «altres activitats de serveis».
Dels 81 establiments de servei als particulars que hi havia el 2009, 1 era una oficina de correu, 3 oficines bancàries, 6 tallers de reparació d'automòbils i de material agrícola, 2 autoescoles, 10 paletes, 7 guixaires pintors, 5 fusteries, 14 lampisteries, 5 electricistes, 5 empreses de construcció, 4 perruqueries, 1 veterinari, 1 agència de treball temporal, 9 restaurants, 6 agències immobiliàries, 1 tintoreria i 1 saló de bellesa.
Dels 20 establiments comercials que hi havia el 2009, 1 era un hipermercat, 3 botiges de menys de 120 m², 5 fleques, 4 carnisseries, 3 llibreries, 1 una botiga d'equipament de la llar, 1 un drogueria i 2 floristeries.
L'any 2000 a Beynes hi havia 9 explotacions agrícoles.

## Equipaments sanitaris i escolars
Els 3 equipaments sanitaris que hi havia el 2009 eren farmàcies.
El 2009 hi havia 3 escoles maternals i 3 escoles elementals. Beynes disposava d'un col·legi d'educació secundària amb 775 alumnes.

## Poblacions més properes
El següent diagrama mostra les poblacions més properes.